# Filialkirche Sasendorf

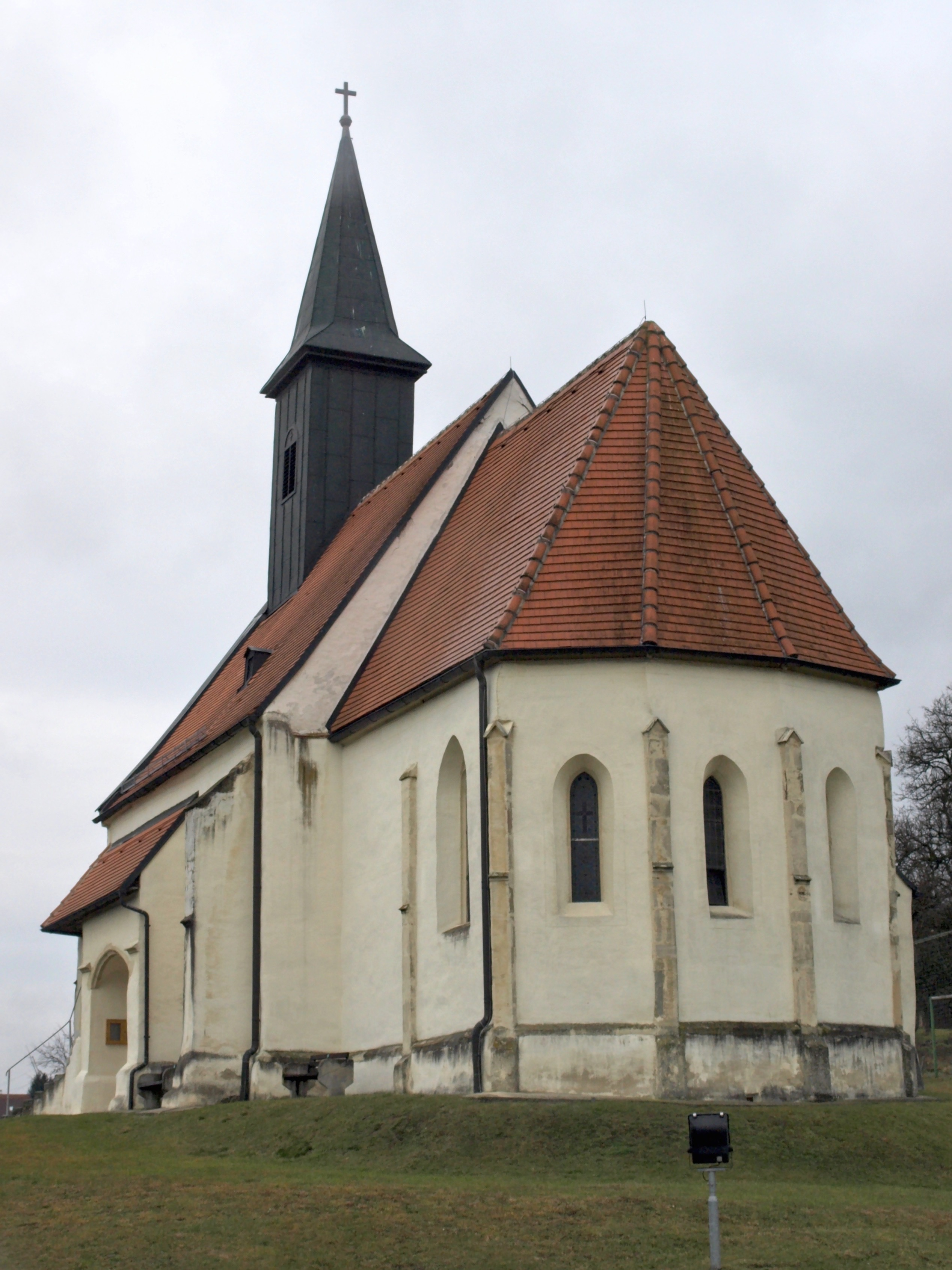
Kath. Filialkirche hl. Erasmus in Sasendorf

Die römisch-katholische Filialkirche Sasendorf steht allein im Nordwesten von Sasendorf in der Marktgemeinde Hafnerbach im Bezirk St. Pölten-Land in Niederösterreich. Die auf den heiligen  Erasmus von Antiochia geweihte Kirche gehört zum Dekanat Melk in der Diözese St. Pölten. Die Filialkirche steht unter Denkmalschutz.

## Geschichte
Die Kirche wurde urkundlich mittels der testamentarisch hinterlassenen Mitteln von Stephan Uttendorfer im Jahre 1495 erbaut. Der Dachreiter wurde 1898 aufgesetzt.

## Architektur
Der einheitliche spätgotische Kirchenbau unter einem Satteldach mit einem eingezogenen Chor trägt über der Westfront einen Dachreiter mit einem Spitzhelm. Das dreijochige Langhaus hat ein Netzrippengewölbe aus dem Ende des 15. Jahrhunderts. Die zweiachsige spätgotische Westempore wurde 1992/1993 aus der Pfarrkirche Neumarkt an der Ybbs hierher übertragen.

## Ausstattung
Die Altäre wurden 1786 aus der profanierten Kapelle der Burg Hohenegg hierher übertragen.